# Ajn Sultan
Ajn Sultan – miasto w Algierii, w prowincji Ajn ad-Dafla.